# زلاتكو بابيك
زلاتكو بابيك (بالكرواتية: Zlatko Papec)‏ (مواليد 17 يناير 1934) هو لاعب كرة قدم. يلعب مع منتخب يوغوسلافيا لكرة القدم. سبق له أن لعب في كأس العالم لكرة القدم مع منتخب بلاده.

## روابط خارجية
- زلاتكو بابيك على موقع الاتحاد الدولي (مؤرشف)  (الإنجليزية)
- زلاتكو بابيك على موقع قاعدة بيانات كرة القدم.إي يو (الإنجليزية)
- زلاتكو بابيك على موقع ناشيونال فوتبول تيمز (الإنجليزية)
- زلاتكو بابيك على موقع عالم كرة القدم.نت (الإنجليزية)
- زلاتكو بابيك على موقع أوليمبيديا (الإنجليزية)